# 巴尔迪内托
巴尔迪内托（義大利語：Bardineto），是意大利萨沃纳省的一个市镇。总面积29.6平方公里，人口675人，人口密度22.8人/平方公里（2009年）。ISTAT代码为009009。